# Малый Шистом
Малый Шистом — река в России, протекает в Пыщугском районе Костромской области. Устье реки находится в 15 км по левому берегу реки Шистом. Длина реки составляет 10 км.
Исток реки расположен западнее деревни Ильинское в 18 км к юго-западу от Пыщуга. Река течёт на юго-запад, протекает деревни Ноониколаевское и Крутая. Впадает в Шистом у деревни Малый Шистом.

## Данные водного реестра
По данным государственного водного реестра России относится к Верхневолжскому бассейновому округу, водохозяйственный участок реки — Ветлуга от истока до города Ветлуга, речной подбассейн реки — Волга от впадения Оки до Куйбышевского водохранилища (без бассейна Суры). Речной бассейн реки — (Верхняя) Волга до Куйбышевского водохранилища (без бассейна Оки).
По данным геоинформационной системы водохозяйственного районирования территории РФ, подготовленной Федеральным агентством водных ресурсов:
- Код водного объекта в государственном водном реестре — 08010400112110000041653
- Код по гидрологической изученности (ГИ) — 110004165
- Код бассейна — 08.01.04.001
- Номер тома по ГИ — 10
- Выпуск по ГИ — 0